# José Javier Rojas
José Javier Rojas Martínez del Mármol (* 23. Juni 1970 in Granada) ist ein ehemaliger spanischer Freestyle-Skier. Er startete in der Buckelpisten-Disziplin Moguls.

## Werdegang
Rojas trat international erstmals bei den Internationalen Jugendmeisterschaften 1987 in Suomutunturi in Erscheinung und erreichte dort den 16. Platz im Moguls. Im Dezember 1988 startete er in Tignes erstmals im Freestyle-Skiing-Weltcup, wobei er den 54. Platz im Moguls errang und nahm bis 1994 an 28 Weltcups teil. Sein bestes Ergebnis dabei war der 12. Platz im Moguls im Dezember 1992 in Piancavallo. Bei den Weltmeisterschaften 1989 in Oberjoch kam er auf den 38. Platz, bei den Weltmeisterschaften 1991 in Lake Placid auf den 34. Rang und bei den Weltmeisterschaften 1993 in Altenmarkt-Zauchensee auf den 48. Platz im Moguls. Außerdem belegte er bei den Olympischen Winterspielen 1992 in Albertville den 45. Platz und bei den Olympischen Winterspielen 1994 in Lillehammer den 24. Rang im Moguls-Wettbewerb.

## Erfolge

### Olympische Spiele
- 1992 Albertville: 45. Platz Moguls
- 1994 Lillehammer: 24. Platz Moguls

### Weltmeisterschaften
- 1989 Oberjoch: 38. Platz Moguls
- 1991 Lake Placid: 34. Platz Moguls
- 1993 Altenmarkt-Zauchensee: 48. Platz Moguls

### Weltcupwertungen
Rojas nahm an 28 Weltcups teil.
| Saison  | Gesamt | Gesamt | Moguls | Moguls |
| Saison  | Platz  | Punkte | Platz  | Punkte |
| ------- | ------ | ------ | ------ | ------ |
| 1992/93 | 102.   | 9      | 38.    | 80     |
| 1993/94 | 126.   | 2      | 56.    | 12     |